# KF Laçi
KF Laçi je profesionalni nogometni klub koji iz grada Laç, Albanija. Natječe se u Albanskoj Superligi.

## Povijest
Osnovan je 1960. godine kao Industriali Laç. Godine 1991. mijenja ime u KS Laçi, da bi sadašnje ime usvojio 1997. godine. Prvi trofej osvaja u sezoni 2008./09. kada je bio prvak Prve divizije. Prvi nastup u europskim natjecanjima ostvaruje u sezoni 2010./11. kada je u okviru prve kvalifikacijske runde Europske lige igrao protiv Dnepr Mogileva. Tradicionalne boje su crna i bijela. Domaće utakmice igra na stadionu Laçi.

## Uspjesi
Albanska Prva divizija:
- Prvak (1): 2008./09.

Albanska Druga divizija:
- Finalist (1): 1974./75.

Albanski nogometni kup:
- Prvak (2): 2012./13., 2014./15.

## Europski nastupi
| Sezona    | Natjecanje         | Runda | Klub                        | Domaćin | Gost | Ukupno  |
| --------- | ------------------ | ----- | --------------------------- | ------- | ---- | ------- |
| 2010./11. | UEFA Europska liga | 1Q    | Dnepr Mogilev, Bjelorusija  | 1–1     | 1–7  | 2–8     |
| 2013./14. | UEFA Europska liga | 1Q    | Differdange 03, Luksemburg  | 0–1     | 1–2  | 1–3     |
| 2014./15. | UEFA Europska liga | 1Q    | Rudar Velenje, Slovenija    | 1–1     | 1–1  | 2–2 (p) |
| 2014./15. | UEFA Europska liga | 2Q    | Zorja Luhansk, Ukrajina     | 0–3     | 1–2  | 1–5     |
| 2015./16. | UEFA Europska liga | 1Q    | Inter Baku, Azerbajdžan     | 1–1     | 0–0  | 1–1 (a) |
| 2018./19. | UEFA Europska liga | 1Q    | Anorthosis Famagusta, Cipar | 1−0     | 1−2  | 2−2 (a) |
| 2018./19. | UEFA Europska liga | 2Q    | Molde, Norveška             | 0−2     | 0−3  | 0−5     |

## Vanjske poveznice
- Službena stranica